# Ermida de São Sebastião (Terena)
A ermida de São Sebastião é um monumento religioso situado na freguesia de Terena (São Pedro), município de Alandroal, distrito de Évora.
A ermida ergue-se à saída da vila, à beira do caminho que leva ao célebre Santuário da Boa Nova. São desconhecidas as origens desta ermida, mas sabe que já existia no século XVI, pois figura na vista panorâmica que Duarte de Armas desenhou do castelo de Terena.
Ao que tudo indica terá sido construída por iniciativa da câmara da vila, a exemplo do que se passou com muitas das suas congéneres ermidas de concelhos vizinhos, e dedicada a São Sebastião, o santo protector contra a fome, a peste e a guerra.
Este monumento é um bom exemplar da arquitectura popular religiosa rural alentejana, sendo a sua fachada unicamente decorada pelo singelo campanário. O interior, igualmente simples, de uma só nave, tem apenas um altar, onde se veneram as imagens do padroeiro, de São Pedro e de São Bartolomeu.
Em 1870 o espaço envolvente desta ermida foi aproveitado para a construção do cemitério público, em cujo portão foi colocada a seguinte inscrição destinada à meditação dos transeuntes: Detém caminhante o Passo/A Humana condição chora/Olha-te bem neste espelho/Vê o que és e vai-te embora.